# Hemerobius griseus
Hemerobius griseus is een insect uit de familie van de bruine gaasvliegen (Hemerobiidae), die tot de orde netvleugeligen (Neuroptera) behoort. 
Hemerobius griseus is voor het eerst wetenschappelijk beschreven door Nakahara in 1956.